# 環山楼

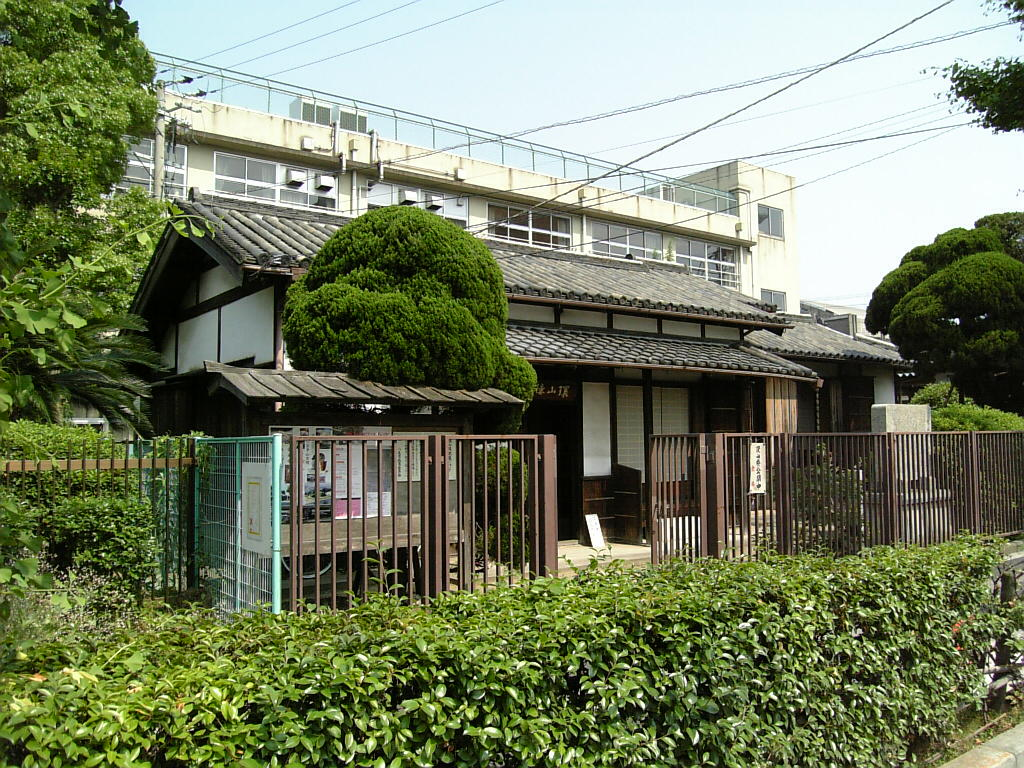
環山楼

環山楼（かんざんろう）は、江戸時代中期に河内国八尾の豪商・石田利清が設けた私塾。おもに寺内町や周辺の農村の庶民を対象に学問を教えた。

## 歴史・概要
享保12年（1727年）、儒学者・伊藤東涯が請われて八尾を訪れ、石田利清の別邸で講義をしたのが始まりである。以後、別邸は私塾として使用されるようになり、東涯が享保15年（1730年）に再訪した際に、生駒山地・金剛山地の山並みを一望できることから、この学舎を「環山楼」と名付け、扁額を贈っている。
その後、約半世紀にわたり、この地域における学問の拠点として重要な役割を担ったが、石田家の衰退とともに塾としての役割を終えた。なお、運営方法や講義科目・内容などの詳細はわかっていない。
建物自体は享保年間（1716年-1735年）ごろのものとされていることから、築後まもなく私塾として使用されるようになったと考えられている。その後二度の移築を経て、昭和56年（1981年）から1年余りをかけて解体修理され、八尾小学校の敷地西側に移築されてほぼ創建当時の姿に復元された。現在は郷土資料館として一般市民に開放されている。

## 所在地・開館日時
- 大阪府八尾市本町1-1-65 （八尾市役所の南隣）
  - 毎週水・土曜日及び祝日（4～12月）　10:00～16:00